# Aperçu de l'enfance
 (juillet 2024).
Le plan suivant est fourni à titre de vue d’ensemble et de guide thématique sur l’enfance :
Enfants – biologiquement, un enfant (pluriel : enfants) est généralement un humain entre le stade de la naissance et de la puberté. Certaines définitions incluent le fœtus (appelé fœtus ). La définition légale du terme « enfant » fait généralement référence à un mineur, autrement dit une personne plus jeune que l'âge de la majorité. « Enfant » peut également décrire une relation avec un parent ou une figure d'autorité, ou signifier l'appartenance à un groupe dans un clan, une tribu ou une religion. Cela peut aussi signifier être fortement affecté par un moment, un lieu ou une circonstance spécifique, comme dans « un enfant de la nature » ou « un enfant des années soixante ».

## Éducation des enfants
- Éducation
- Trouble d'apprentissage

### École
- École
- Uniforme scolaire
- Étudiant

#### Étapes

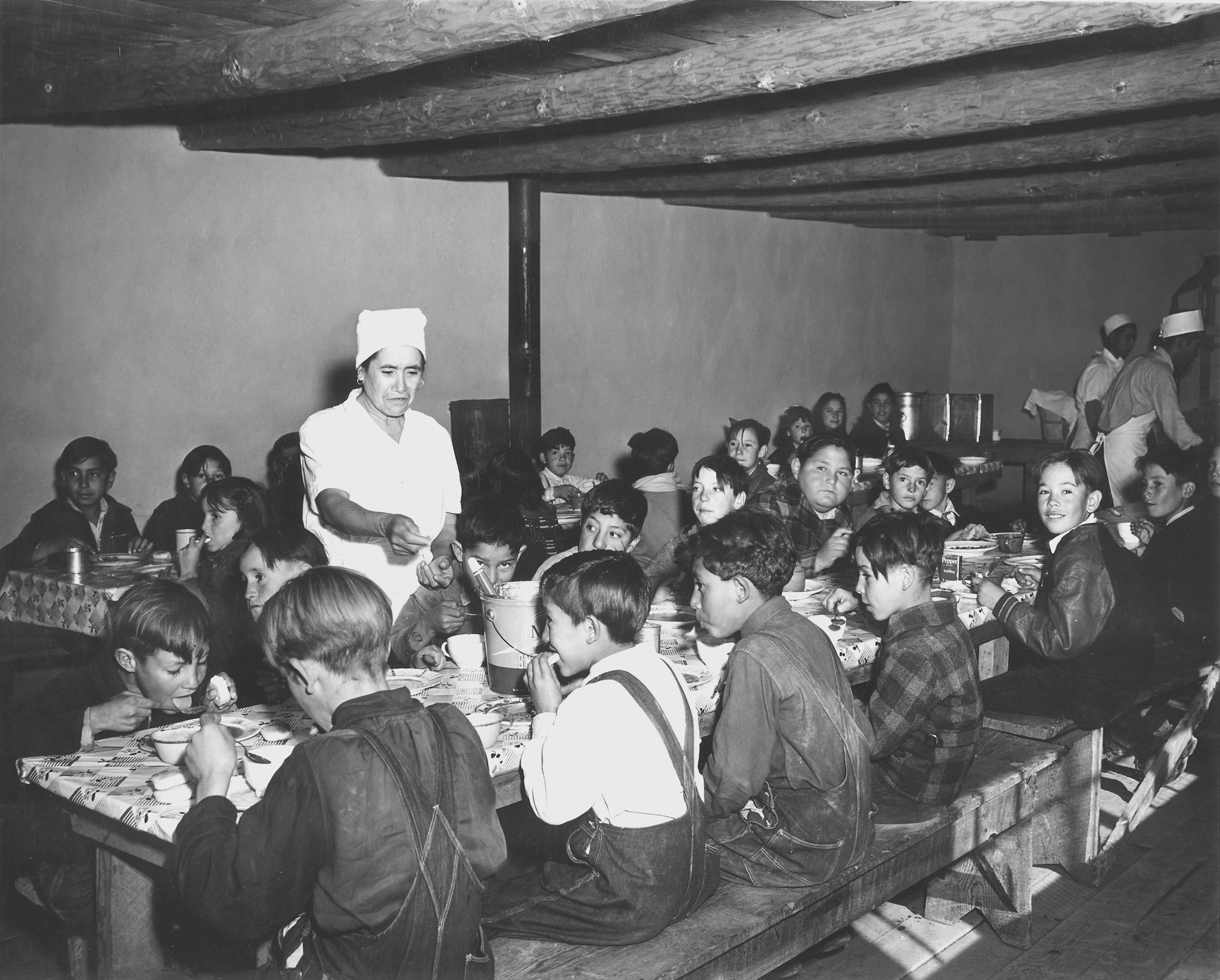
Enfants déjeunant à l’école de Penasco, Nouveau-Mexique (1941)

- École maternelle
- Enseignement primaire
- Collège
- Lycée

#### Méthodes et théories
- Pensionnat
- Instruction à domicile
- Pédagogie Montessori
- Orff Schulwerk
- Pédagogisme
- Philosophie de l'éducation
- Méthode syllabique
- Pédagogie Reggio
- Méthode Suzuki
- Pédagogie Steiner-Waldorf

#### Contenu pédagogique et outils
- Abaque (calcul)

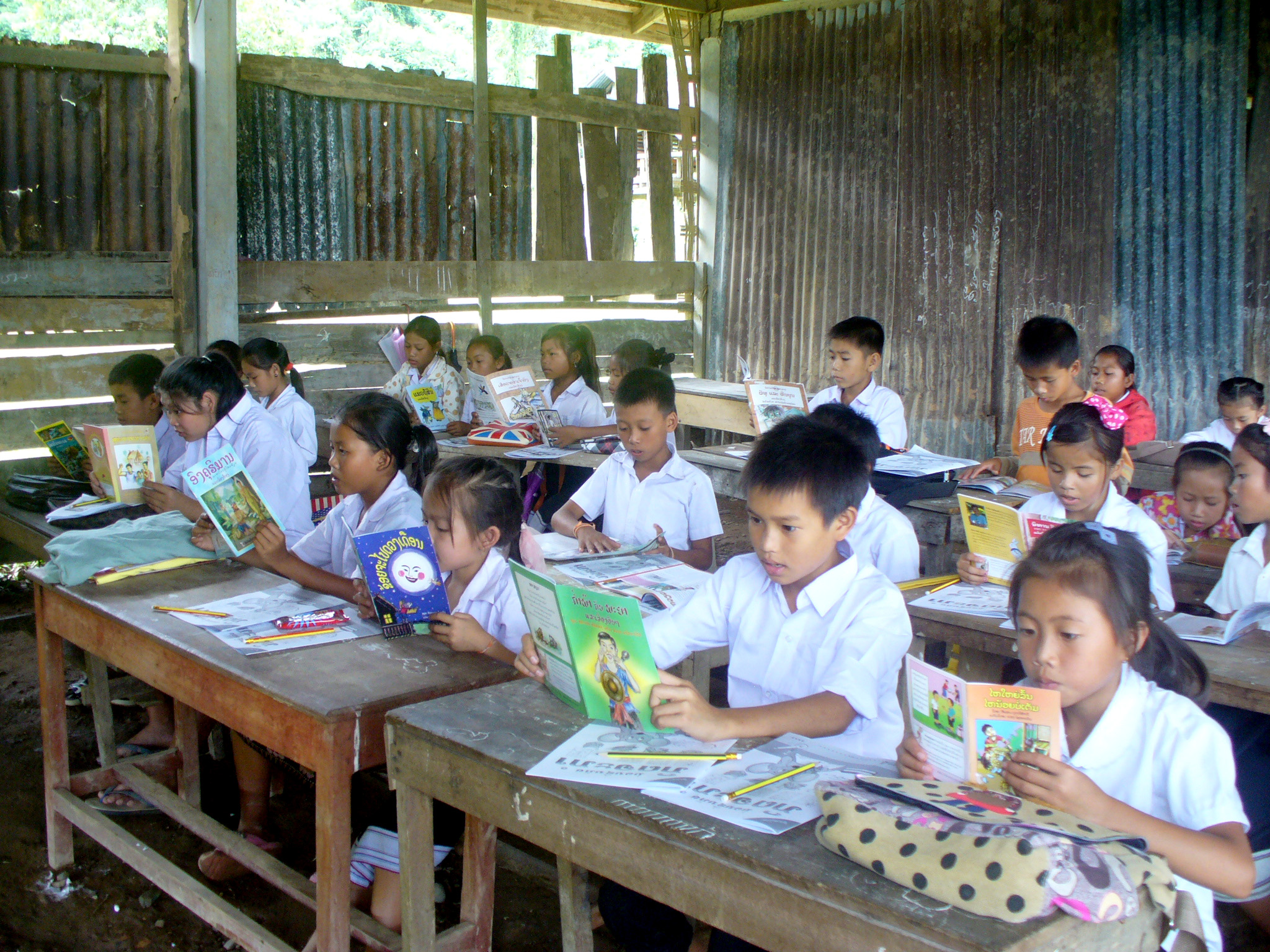
Enfants lisant dans une école au Laos

- Enseignement des langues étrangères
- Enseignement des mathématiques
- Origami
- Philosophie pour les enfants
- Éducation physique
- Lecture
- Récréation
- Sanction scolaire

### Autre type d'éducation

#### Préscolaire

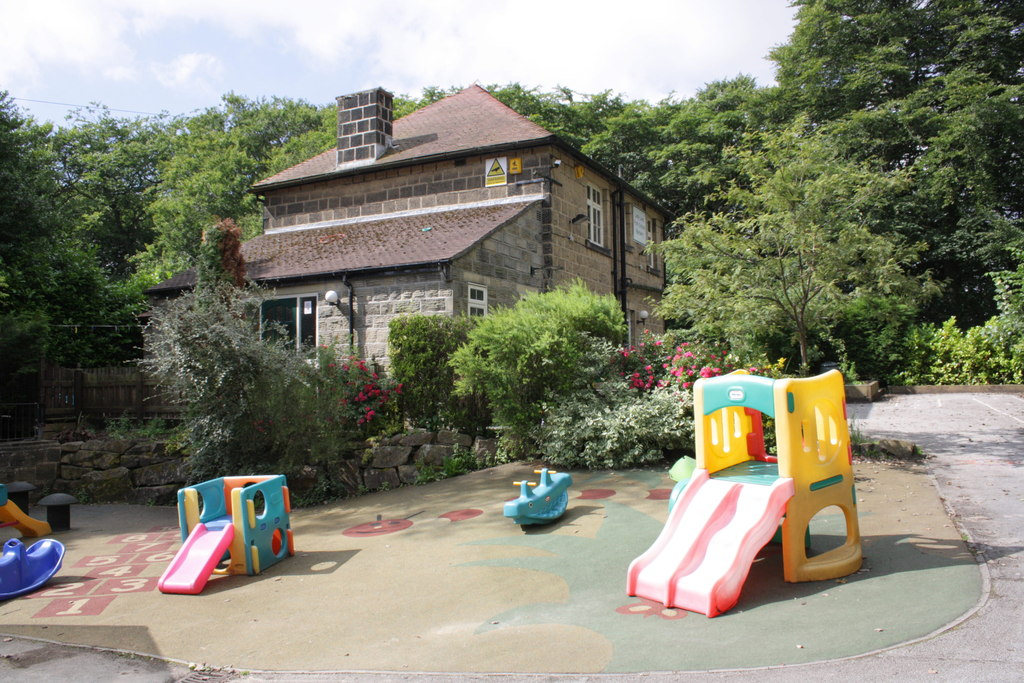
Aire de jeux pour enfants à Bingley, Angleterre (2012)

- Programmes d'études en matière de protection et d'éducation de la petite enfance
- Prématernelle
- Jardin d'enfants

#### Garde d'enfants
- Mode de garde d'enfant
- Baby-sitting
- Gouvernante
- Nourrice
- Séjour au pair

#### Parascolaire et informel

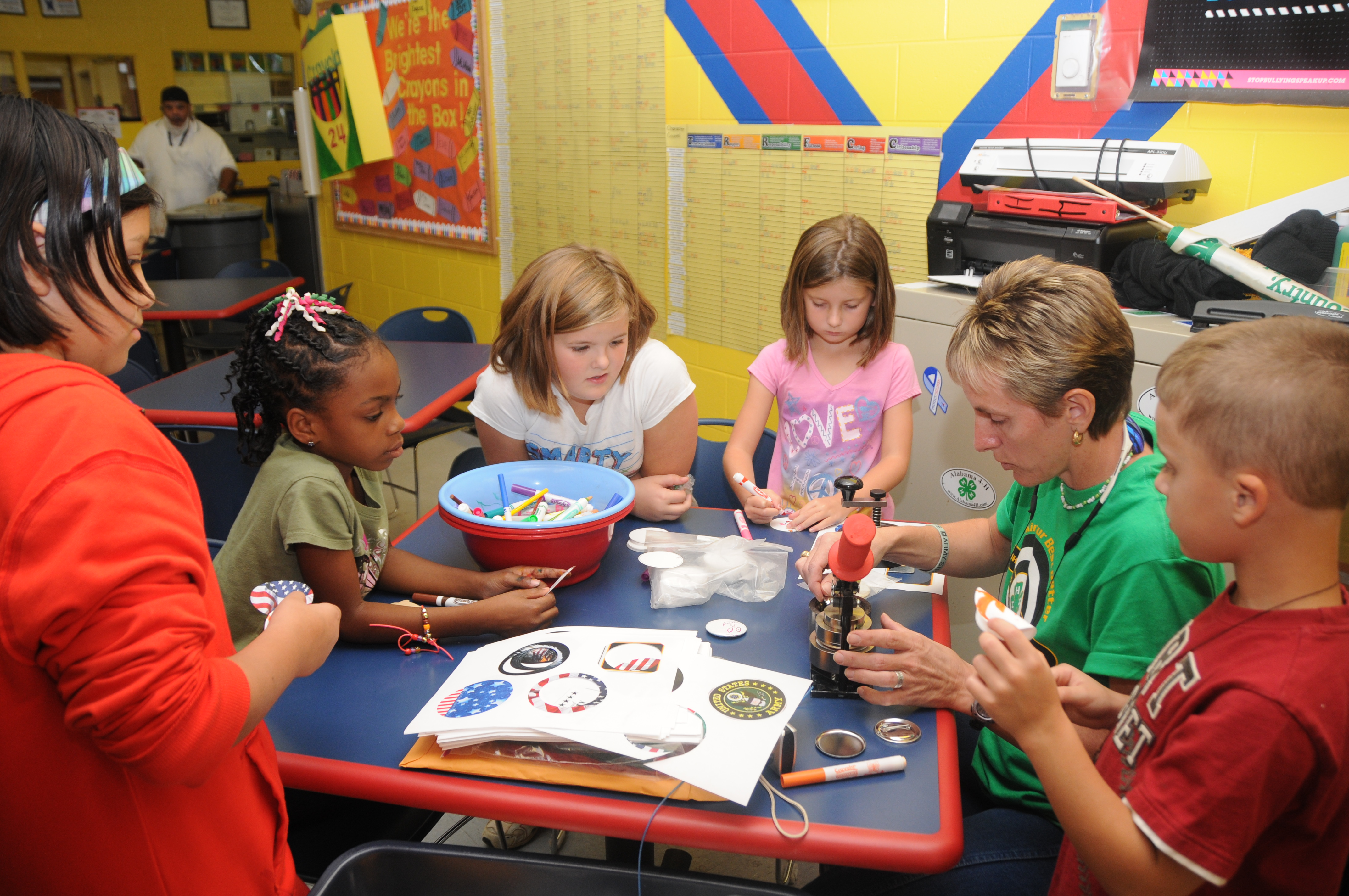
Enfants faisant de l'artisanat lors d'un événement pour promouvoir des activités parascolaires dans un centre de jeunesse à Fort Novosel, Alabama

- Accueil périscolaire
- Cours de musique
- Scoutisme
- Non-scolarisation

## La croissance et le développement
- Psychologie de l'enfant
- Débat inné et acquis

### Étapes de la période de formation
- Grossesse
  - Fécondation humaine
  - Embryon
  - Fœtus humain
- Nourrisson
  - Accouchement
- Enfant
  - Petite enfance
- Adolescence
  - Préadolescence
  - Puberté

### Aspects

#### Développement social
- Théorie de l'attachement
- Mamanais
- Acquisition du langage
- Langue des signes pour bébé
- Maman et papa
- Effet Westermarck
- Influence sociale
- Amitié
- Ami imaginaire
- Sexualité infantile (psychanalyse)

#### Soins personnels
- Allaitement maternel
- Biberon
- Lit d'enfant
- Couche-culotte
- Sevrage (alimentation)
- Entraînement à la propreté

#### Développement physique et croissance

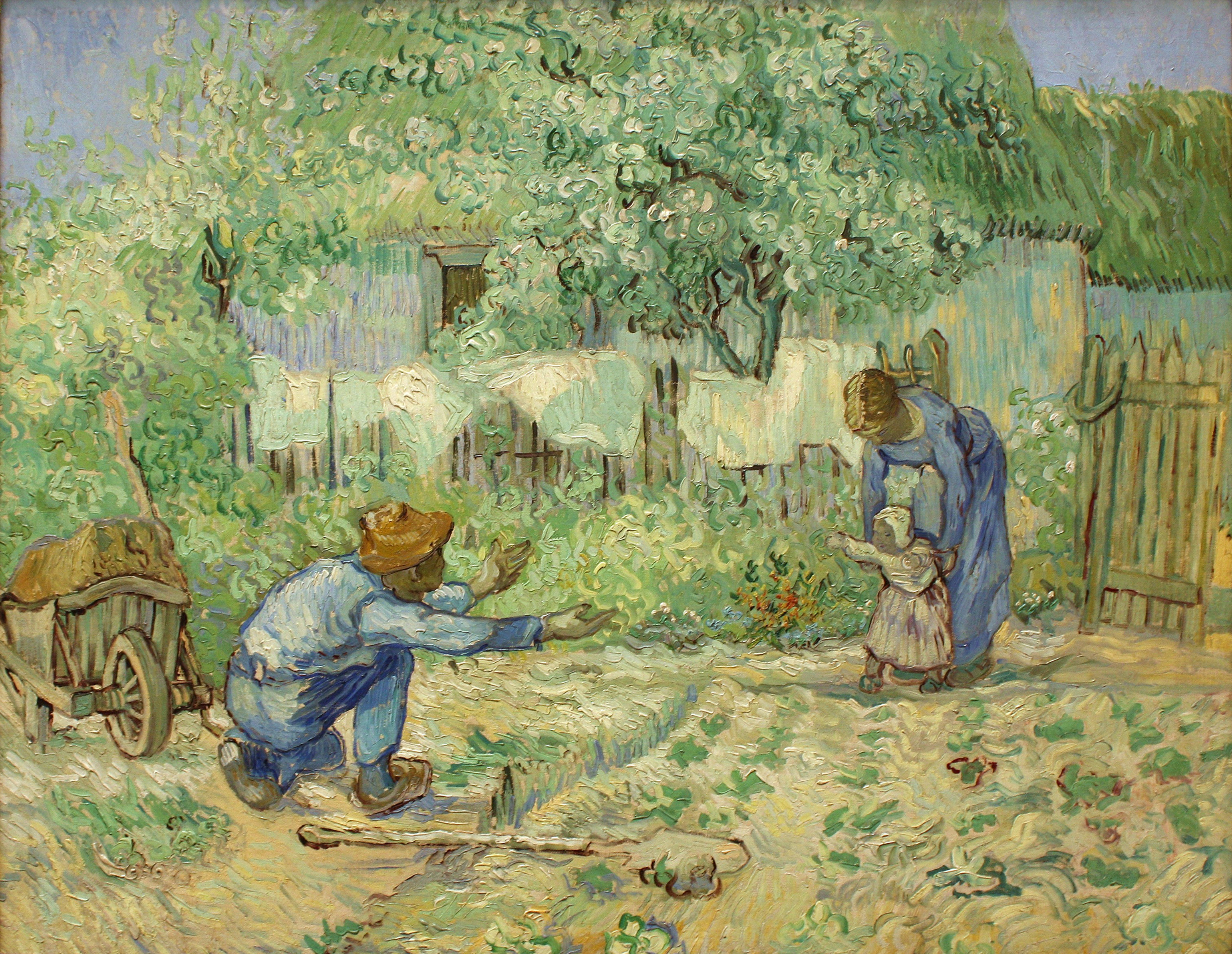
Premiers pas, d'après Millet (1890), tableau de Vincent van Goph représente un jeune enfant apprenant à marcher

- Développement humain (biologie)
- Hormone de croissance

#### Développement intellectuel et cognitif
- Permanence de l'objet
- Stade du miroir
- Objet transitionnel
- Neurodéveloppement
- Apprentissage
- Théorie de l'esprit

### Complications et divergences

#### Inné
- Maladie congénitale
- Trouble du développement
- Théorie de l'attachement
- Trouble déficit de l'attention avec ou sans hyperactivité
- Autisme
- Trisomie 21
- Déficit en hormone de croissance
- Handicap
- Handicap mental
- Handicap physique

#### Dans la vie
- Mortinatalité
- Mort maternelle
- Mort subite du nourrisson
- Carence affective
- Carence affective
- Mortalité infantile
- Pauvreté infantile
- Enfant prodige
- Puberté précoce

## Société et droit

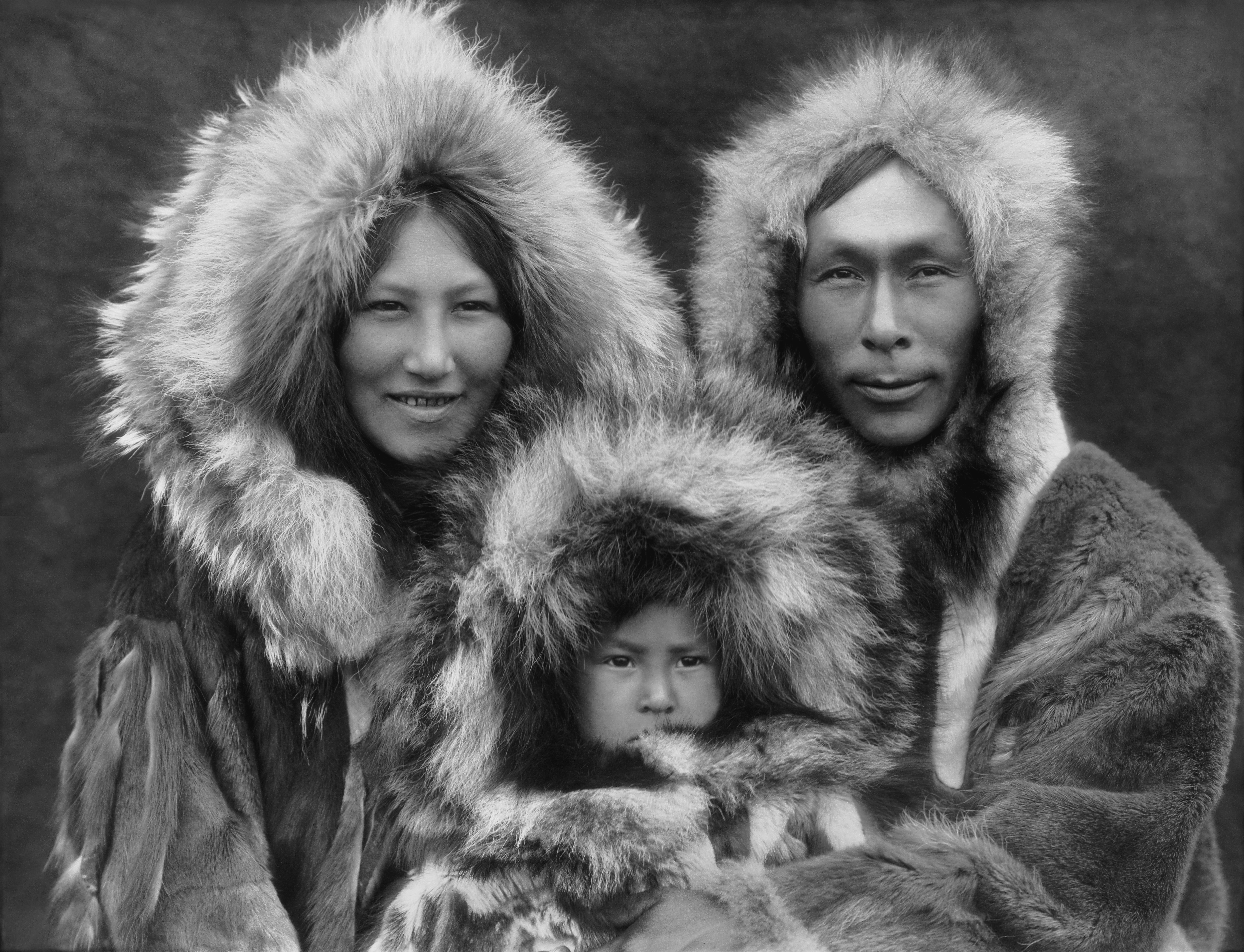
Famille d'esquimau en Alaska (1929)

### Famille et tutelle

#### Relations
- Parent (famille)
- Mère
- Père
- Fratrie
- Frère
- Sœur
- Grand-parent
- Oncle et tante
- Cousin (famille)
- Famille élargie
- Famille recomposée

#### Concepts
- Éducation familiale
- Autorité parentale
- Droit de la famille
- Adoption
- Orphelin
- Héritage (droit)
- Tabou de l'inceste
- Gestation pour autrui
- Filiation légitime
- Divorce
- Intérêt supérieur de l'enfant
- Débat au sujet de l'avortement
- Avortement sexo-sélectif
- Sans enfant par choix

### Droits légaux, responsabilités et restrictions

Logo PEGI des années 2000 indique qu'un jeu vidéo ne convient pas aux enfants de moins de quinze ans

- Limite d'âge
- Majorité sexuelle
- Majorité civile
- Majorité électorale

### Gestion du comportement
- Châtiment corporel
- Délinquance juvénile
- Fessée
- Piquet (punition)
- Délinquance juvénile
- Établissement pénitentiaire pour mineurs

### Protection et bien-être de l'enfance
- Allocations familiales
- Protection de l'enfance
- Congé parental
- Enfants placés
- Orphelinat
- Services sociaux

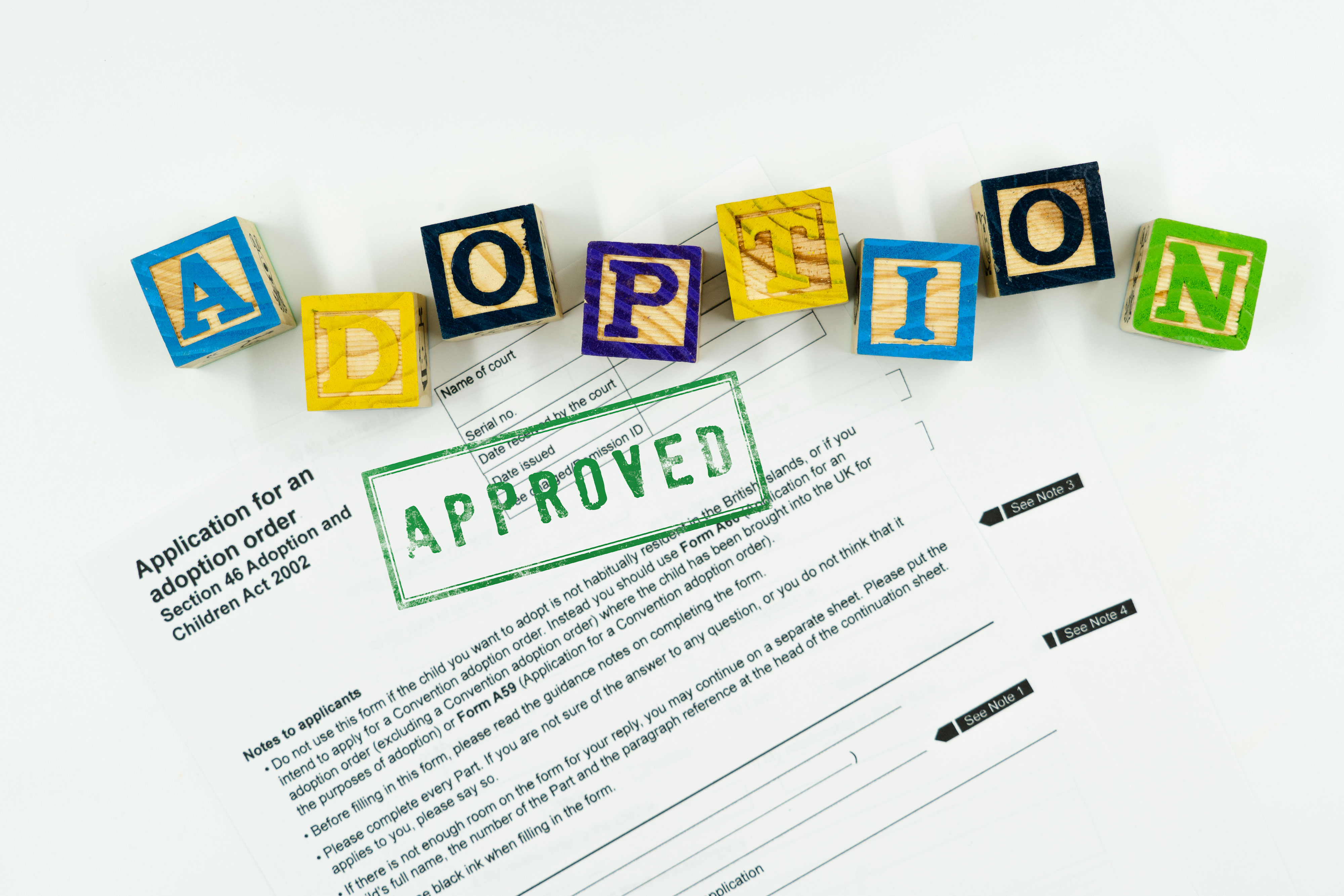
Formulaire d'adoption utilisé au Royaume-Uni ou dans les territoires dépendants (le cachet approuvé semble avoir été ajouté pour un effet artistique)

- Fonds des Nations unies pour l'enfance
- Protection sociale

## Nuisance

### Abus sur mineur
- Exploitation sexuelle
- Pédophilie
- Pédopornographie
- Maltraitance sur mineur
- Abandon d'enfant
- Enlèvement d'enfant
- Filicide
- Infanticide
- Enfant soldat

### Situations vulnérables et abus possibles
- Mariage d'enfant
- Enfant star
- Enfant réfugié
- Travail des enfants
- Enfants dans les situations d’urgence et de conflit
- Sans-abri
- Éphébophilie

## Histoire des enfants dans la société

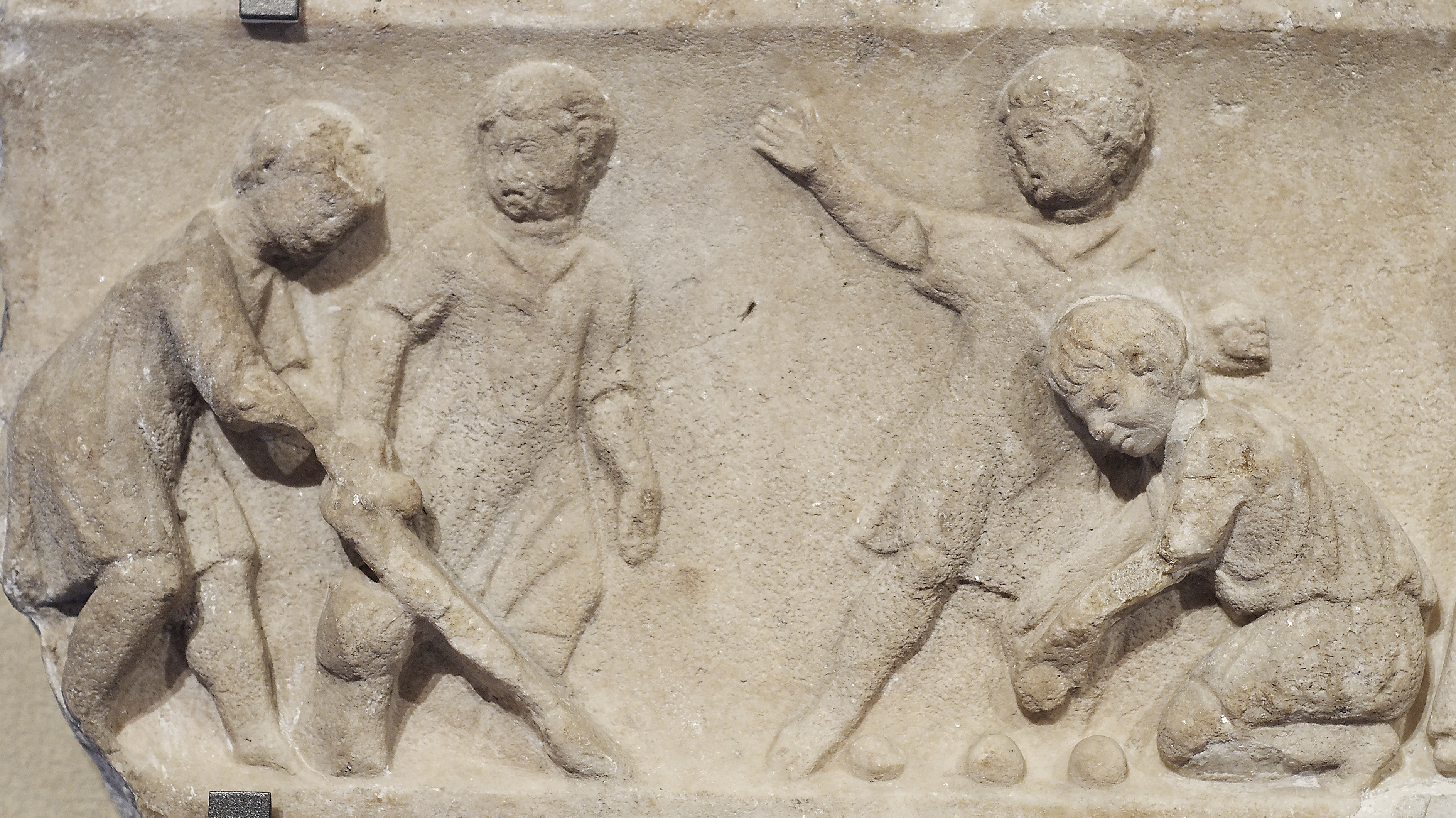
Une gravure de l'Empire romain représente des enfants qui joue

- Histoire de la protection et de l'éducation de la petite enfance
- Histoire de l'éducation
- Histoire de la famille

### Périodes et lieux précis
- L'enfance dans la société maya
- L'enfance à l'époque viking
- L'enfance dans l'Angleterre médiévale
- L'enfance en Écosse au Moyen Âge
- L'enfance au début de l'Écosse moderne
- Générations volées
- Effet de la Première Guerre mondiale sur les enfants aux États-Unis
- Enfants pendant la Shoah
- Covid-19 chez l'enfant

## Animations et loisirs pour enfants

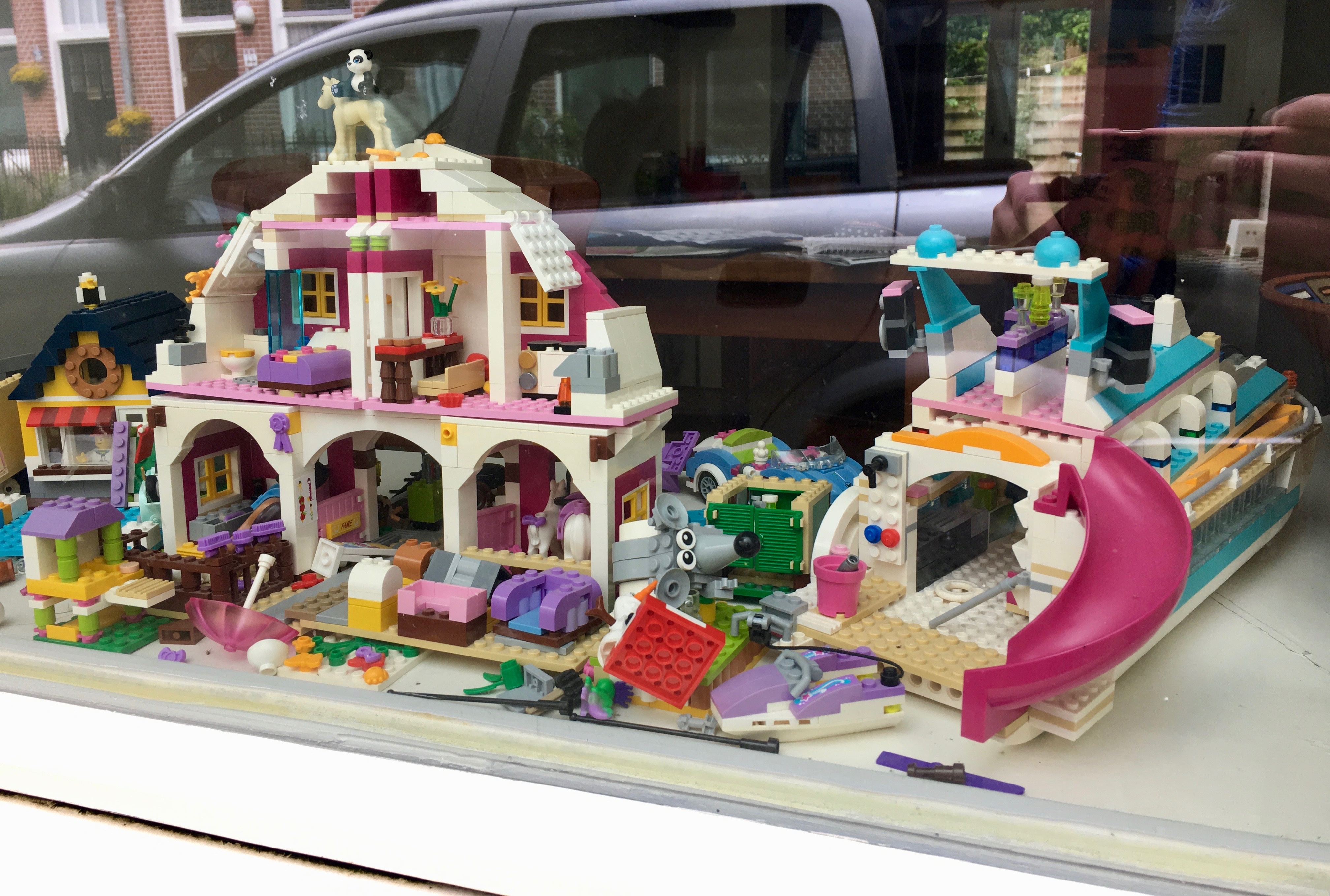
Jouets pour enfants exposés dans une vitrine à Ultrecht (2017)

### Médias et littérature
- Mode enfantine
- Littérature d'enfance et de jeunesse
  - Conte merveilleux
  - Album illustré
- Film pour enfants
  - Animation (audiovisuel)
- Musique pour enfants
  - Chanson enfantine
  - Berceuse
- Émission pour la jeunesse

### Jouets et jeux
- Jeu
- Terrain de jeux
- Jouet

## Voir également
- Tirelire
- Conseil génétique
- Journée de l'enfance
- Prêt étudiant
- Études sur l'enfance
- Lina Médina

## Source
- (en) Cet article est partiellement ou en totalité issu de l’article de Wikipédia en anglais intitulé « Outline of childhood » (voir la liste des auteurs).